# معركة فالفيردي
معركة فالفيردي (14 أكتوبر 1385) هي معركة حدثت بين البرتغال وقشتالة وكانت أخر مرحلة من مراحل أزمة 1383-1385 كان هدفها غزو قشتالة.

## الملامح
بعد أنتصار البرتغال في معركة ألجوباروتا في أغسطس 1385 كانت معركة حاسمة، قرر كونستابل البرتغال نونو ألفاريز بيريرا تأخذ هجوم لغزو قشتالة.
غادر الجيش البرتغالي من إيستريموز ، مرورا فيلا فيكوسا وأوليفينكا . ثم دخلت إلى الأراضي القشتالية، حيث تولى فيلاجارسا ، الذي وجد عزلاء، من هنا انه انتقل بعد ذلك إلى مدينة فالفيردي (التي تقع الآن في منطقة إكستريمادورا).
أثناء أنتظار تعزيزات، سار على القشتاليين لمواجهة البرتغاليين ومنعهم من عبور نهر جواديانا . قدمت تعزيزات القشتالية أساسا من سكان المدينة المحلية ومرقمة الجيش حوالي 20،000 من الرجال، مع وجود العديد من النبلاء. فيما بينها، فارس كالاترافا ، جونزالو نونيز دي جوزمان، فارس الكانتارا ، والبرتغالي مارتيم أنيس دي بربودا و بيدرو مونيز دي جودوي و ساندوفال ، فارس سانتياغو.

## المعركة
جزء من الجيش القشتالي عبروا النهر وضعت نفسه على الشاطئ الآخر، في حين ظلت بقية حيث كانوا مع خطة محيطة بالبرتغالية بينما كانوا يعبرون النهر. ثم أمر نونو ألفاريز بيريرا جيشه لتشكيل مواجهة مع الأمتعة على المركز، وعبرت متهور القوات القشتالية، التي حاولت معارضته. عند الوصول إلى الشاطئ النهر، أمر نونو ألفاريز بيريرا له ساقة لحماية الأمتعة ومحاربة العدو، بينما مع نظيره الطليعة انه عبروا الحدود. قوات القشتالية على الشاطئ الآخر، الذين يبلغ عددهم حوالي 10،000 من الرجال ويعارضون دون جدوى الهبوط بهم. بعد وضع طليعة البرتغالية في الموقف، والدفاع عن الشاطئ من قشتالة، عبر نونو ألفاريز بيريرا مرة أخرى النهر للوصول إلى مؤخرة الجيش له، والذي كان تحت المطر من السهام التي تطلق من الجانب القشتالية. و كونستابل البرتغال يلاحظ أن قشتالة قد استخدمت كل مقذوفاتها، وأمرت هجوم. نونو ألفاريز بيريرا نفسه، ورؤية راية فارس سانتياغو، قاتل طريقه من خلال الجيش القشتالية حتى تواجه له، وبعد مبارزة وجيزة، سقطت الفارس واصيب بجروح قاتلة   ,وهبطت الروح المعنوية للجيش القشتالية وسرعان ما كسر واضطراب، ولا يمكن وقف الهجوم البرتغالية، وبذلك هزم تماما. 

## أعقاب
وهكذا ظل هجوم البرتغالي حتى حلول الظلام وفي الصباح عادت إلى البرتغال, ومدن التي كانت تحتلها قشتالة في البرتغال وتستلم غالبها إلى جواو الأول ملك البرتغال, وبعدها في عام 1411 وخلال حكم أبنها هنري الثالث ملك قشتالة اعترف بالبرتغال من خلال معاهدة أيليون, بحيث توفى خوان الأول ملك قشتالة عام 1390 يائساً بعد هزيمته في البرتغال. وظل حلم يروض ملوك المملكتين لحوالى لقرن ونصف وحيث وحد حفيده الأكبر فيليب الثاني مملكة إسبانيا ومملكة البرتغال في أطار أتحاد شخصي واستمر لحوالى ثمانين سنة مقبلة.